# Moena (Italië)
Moena is een gemeente in de Italiaanse provincie Trente (regio Trentino-Zuid-Tirol) en telt 2622 inwoners (31-12-2004). De oppervlakte bedraagt 82,6 km², de bevolkingsdichtheid is 32 inwoners per km².
De volgende frazioni maken deel uit van de gemeente: Forno, Sorte, Someda, Penia, Medil, San Pellegrino.

## Demografie
Moena telt ongeveer 1069 huishoudens. Het aantal inwoners steeg in de periode 1991-2001 met 1,4% volgens cijfers uit de tienjaarlijkse volkstellingen van ISTAT.
| Jaar | Inwoneraantal |
| ---- | ------------- |
| 1991 | 2567          |
| 2001 | 2602          |

## Geografie
De gemeente ligt op ongeveer 1148 m boven zeeniveau.
Moena grenst aan de volgende gemeenten: San Giovanni di Fassa, Welschnofen (BZ), Falcade (BL), Soraga, Predazzo, Tonadico.